# Черна бразилска тарантула
Черна бразилска тарантула (Grammostola pulchra) е вид от семейство тарантули, обитаващ територията на Бразилия. Видът е ценен като домашен любимец, заради дългата продължителност на живота му и репутацията му на паяк с кротък характер, както и заради красивата му тъмна окраска.
Възрастните екземпляри са почти изцяло черни. Като повечето южноамерикански тарантули и този вид по тялото си има косъмчета, които при стрес отделя върху кожата на нападателя, където те причиняват силно дразнене. Смята се, че когато се отглежда в плен и бива държан в ръка с времето престава да се плаши и да отделя косъмчетата, което прави вида подходящ за начинаещи. Когато се почувстват застрашени черните бразилски тарантули е по-вероятно да се опитат да избягат. Отровата им не е толкова силна и дразнеща, колкото отровата на други видове от семейство тарантули.
Черната бразилска тарантула нараства бавно и са ѝ необходими до 8 години, за да достигне полова зрелост и разкрач до 18 cm. Тъй като расте бавно и е наложена забрана върху износа ѝ, зрелите женски екземпляри (предпочитани пред мъжките, поради по-дългата продължителност на живота им) са като цяло скъпи. Както и при другите видове тарантули, женските почти винаги надживяват мъжките с години.
При отглеждане в плен младите екземпляри винаги при възможност се опитват да намерят леговище, в което да се заровят, но не е вредно за здравето им и ако нямат такива условия. Ключово условие за отглеждането им в комфорт е наличието на сух субстрат на дъното на терариума им. Повечето екземпляри от вида са ящни в сравнение с други представители на род Grammostola. Хранят се с брашнени червеи, щурци, хлебарки и други дребни насекоми.